# Гіппомедонт
Гіппомедо́нт (грец. Hippomedon) — брат (або небіж) Адраста, що відзначався величезним зростом та силою, один з учасників походу сімох проти Фів.